# Unión Deportiva Las Palmas 2019-2020
Questa voce raccoglie le informazioni riguardanti l'Unión Deportiva Las Palmas nelle competizioni ufficiali della stagione 2019-2020.

## Maglie e sponsor[1]
| Casa | Trasferta |

Sponsor ufficiale: Gran Canaria
Fornitore tecnico: Hummel

## Rosa
Rosa, numerazione e ruoli, tratti dal sito ufficiale, sono aggiornati all' 11 giugno 2020
| N. |                           | Ruolo | Calciatore              |
| -- | ------------------------- | ----- | ----------------------- |
| 1  | Spagna (bandiera)         | P     | Raúl Fernández          |
| 2  | Uruguay (bandiera)        | D     | Mauricio Lemos          |
| 3  | Spagna (bandiera)         | D     | Alberto de la Bella     |
| 4  | Spagna (bandiera)         | C     | Álex Suárez             |
| 5  | Argentina (bandiera)      | D     | Martín Mantovani        |
| 6  | Spagna (bandiera)         | D     | Eric Curbelo            |
| 7  | Spagna (bandiera)         | A     | Rubén Castro (capitano) |
| 8  | Spagna (bandiera)         | C     | Aridai Cabrera          |
| 9  | Costa d'Avorio (bandiera) | C     | Jean-Armel Drolé        |
| 10 | Argentina (bandiera)      | A     | Sergio Araujo           |
| 11 | Spagna (bandiera)         | C     | Benito Ramírez          |
| 12 | Colombia (bandiera)       | C     | Juan Narváez            |
| 13 | Spagna (bandiera)         | P     | Josep Martinez          |
| 14 | Spagna (bandiera)         | D     | Álvaro Lemos            |

| N. |                      | Ruolo | Calciatore              |
| -- | -------------------- | ----- | ----------------------- |
| 15 | Spagna (bandiera)    | C     | Fabio González          |
| 16 | Argentina (bandiera) | C     | Federico Varela         |
| 17 | Spagna (bandiera)    | D     | Deivid                  |
| 18 | Spagna (bandiera)    | C     | Javi Castellano         |
| 19 | Spagna (bandiera)    | C     | Iñigo Ruiz de Galarreta |
| 20 | Spagna (bandiera)    | C     | Kirian Rodríguez        |
| 21 | Spagna (bandiera)    | C     | Tana                    |
| 22 | Spagna (bandiera)    | C     | Cristian Cedrés         |
| 23 | Spagna (bandiera)    | D     | Dani Castellano         |
| 24 | Serbia (bandiera)    | C     | Slavoljub Srnić         |
| 25 | Spagna (bandiera)    | D     | Aythami Artiles         |
| 28 | Spagna (bandiera)    | C     | Pedri                   |
| 32 | Spagna (bandiera)    | P     | Álvaro Valles           |